# يوني بن مناحيم
يوني بن مناحيم (مواليد 1957) صحفي إسرائيلي شغل منصب المدير العام لهيئة الإذاعة الإسرائيلية من 2011 إلى 2014. من عام 2003 إلى عام 2008 ، شغل منصب مدير «صوت اسرائيل». شغل منصب نائب المدير العام الدائم لهيئة الإذاعة الإسرائيلية، ورئيس تحرير إذاعة «صوت إسرائيل» ومراسلًا ومحللا سياسيًا وعضوًا في لجنة محرري وسائل الإعلام الإسرائيلية.
يعمل حاليًا كباحث في مركز القدس للشؤون العامة وشؤون الدولة ، مستشرق، ومستشار استراتيجي في الشؤون السياسية وقضايا الشرق الأوسط ومحاضر.
نشأ يوني بن مناحيم في القدس في حي البقعة، وخدم في سلاح الاستخابرات وتم تسريحه برتبة رائد.
درس في الجامعة العبرية في القدس وحصل على درجة البكالوريوس في اللغة العربية وآدابها ودرجة الماجستير في دراسات شرق آسيا (يتحدث بن مناحيم اللغة العربية بطلاقة في عدة لهجات). بدأ حياته المهنية في الإعلام عام 1981 كمنتج في الفرع الإسرائيلي لقناة التلفزيون اليابانية. تخرج دورة صحفية في هيئة الإذاعة الإسرائيلية عام 1983 ، وشغل عددًا من المناصب الصحفية، بما في ذلك المراسل للضفة الغربية وقطاع غزة في القناة الأولى للتلفيزيون الإسرائيلي و«صوت إسرائيل».
في سبتمبر 1993 ، كان مبعوثًا لهيئة الإذاعة الإسرائيلية إلى تونس وأول مراسل إسرائيلي أجرى مقابلة مع ياسر عرفات قبل توقيع اتفاقية أوسلو. خلال هذه الفترة، قام بتحرير وإنتاج حوالي 15 فيلمًا وثائقيًا حول القضايا السياسية في المجتمع الفلسطيني وموقفه من إسرائيل. تم عرض جميع الأفلام على التلفزيون الإسرائيلي.
عمل بن مناحيم أيضًا كمراسل ومعلق سياسي لـ «صوت إسرائيل» لمدة 8 سنوات، حيث غطى جميع الاتصالات السياسية الإسرائيلية مع الفلسطينيين وسوريا (اتفاقية واي بلانتيشن، مؤتمر كامب ديفيد، مؤتمر شيبردستاون، والمزيد).
من عام 2003 إلى عام 2008، كان مديرًا ورئيسًا لتحرير جميع محطات «صوت إسرائيل»، وبالتوازي مع هذا المنصب، شغل منصب عضو لجنة محرري الإعلام الإسرائيلي لمدة خمس سنوات. بعد ذلك، شغل منصب نائب المدير العام الدائم لهيئة الإذاعة الإسرائيلية يوسف باريل لمدة عامين، وشغل هذا المنصب بن مناحيم حتى عام 2008.
ثم قام بتحرير وتقديم برنامج «مجلة الشرق الأوسط»، وهو برنامج تناول شؤون العالم العربي، بالإضافة إلى دوره كمعلق كبير في إذاعة «صوت إسرائيل» حول شؤون العالم العربي، حتى انتخابه رئيساً لهيئة الإذاعة الإسرائيلية في سبتمبر 2011.
في يوليو 2011، أوصت لجنة البحث لانتخاب الرئيس التنفيذي لهيئة الإذاعة الإسرائيلية بالإجماع بترشيح يوني بن مناحيم للمنصب،  وفي سبتمبر 2011 وافقت الحكومة الإسرائيليىة على التعيين. عارضت نقابة صحفيي تل أبيب  هذا التعيين وقدمت التماسا للمحكمة العليا ضده، لكن المحكمة العليا رفضت الالتماس.
في عام 2014 ، تم فصله من العمل كجزء من عملية حل هيئة الإذاعة من قبل الحكومة الإسرائيلية.
يوني بن مناحيم يعمل حاليًا كباحث كبير في مركز القدس للشؤون العامة وشؤون الدولة ، كمستشار استراتيجي، وكمحلل سياسي في القنوات التلفزيونية العربية في الشرق الأوسط، وكمحاضر في مجالي الشرق الأوسط والإعلام.